# Belomicrus
Belomicrus Costa, 1866 — род песочных ос из подсемейства Crabroninae (триба Oxybelini). Более 100 видов.

## Распространение
В Европе около 10 видов. Для СССР указывалось около 15 видов.
В Палеарктике 61 вид, в России 8 видов.

## Описание
Мелкие коренастые осы (5 мм). Тело чёрное с вывраженным светлым рисунком. Гнездятся в земле, ловят жуков-малашек (Melyridae) или клопов. Норки роют с помощью псаммофора на передних ногах и под головой. 

## Систематика
Более 100 видов (триба Oxybelini). 
- Belomicrus antennalis Kohl, 1899
- Belomicrus borealis Forsius, 1923
- Belomicrus gataensis Gayubo, Asis & Tormos, 1998
- Belomicrus italicus Costa, 1866
- Belomicrus odontophorus Kohl, 1892
- Belomicrus parvulus Radoszkowski, 1877
- Belomicrus steckii Kohl, 1923
- Другие виды